# Ерік Гарсія
Ерік Гарсія Мартрет (ісп. Eric García Martret; 9 січня 2001, Барселона, Іспанія) — іспанський футболіст, центральний захисник іспанської «Барселони» та збірної Іспанії. Олімпійський чемпіон 2024 року та срібний призер 2020 року.

## Клубна кар'єра
Ерік є вихованцем знаменитої академії клубу «Барселона» — «Ла Масії», де плавно переходив з однієї категорії в іншу.
Влітку 2017 року Гарсія перейшов з «Барселони» в англійський «Манчестер Сіті». Перед початком сезону 2018/19 він разом з першою командою брав участь у турне по США. Він взяв участь в матчах з «Ліверпулем» і дортмундською «Боруссією», після яких тренер Пеп Гвардіола зазначив, що Ерік у свої 18 років зіграв як досвідчений футболіст.
18 грудня 2018 року Гарсія дебютував в основному складі «Манчестер Сіті», вийшовши у стартовому складі і відігравши весь матч з «Лестером» в Кубку футбольної ліги. Дебютував у Прем'єр-лізі 21 вересня 2019 року, коли він вийшов на заміну на 63-й хвилині, замінивши Ніколаса Отаменді в грі з «Вотфордом» (8:0).
1 червня 2021 року Ерік Гарсія повернувся до «Барселони».

## Кар'єра в збірній
У 2017 році Ерік був викликаний головним тренером юнацької збірної Іспанії на юнацький чемпіонат Європи (до 17 років) у Хорватії. Він був наймолодшим з іспанців на першості. На турнірі він провів всього дві зустрічі і став чемпіоном Європи. Згодом того ж року з цією ж командою до 17 років став фіналістом юнацького чемпіонату світу.
6 вересня 2020 року дебютував в офіційних іграх у складі національної збірної Іспанії в матчі Ліги націй УЄФА проти збірної України (4:0), змінивши Серхіо Рамоса на 61-й хвилині.
У 2021 році Гарсія став півфіналістом чемпіонату Європи 2020. На турнірі він не був основним гравцем і лише тричі виходив на заміну. Наступного місяця у складі Олімпійської збірної Ерік поїхав на футбольний турнір Олімпійських ігор-2020 у Токіо, де іспанці здобули срібні нагороди, а сам Гарсія зіграв на турнірі у всіх 6 іграх, в тому числі і у фіналі проти Бразилії (1:2).
26 червня 2024 року потрапив до заявки олімпійської збірної Іспанії для участі в матчах футбольного турніру на літніх Олімпійських іграх 2024 в Парижі.

## Досягнення

### На рівні збірних
- Чемпіон Європи (U-17) : 2017
- Чемпіон Європи (U-19): 2019

Олімпійська збірна Іспанії
- Олімпійський чемпіон: 2024[10]
- Срібний олімпійський призер (1): 2020

### Клубні
- Володар Кубка Ліги (1):

«Манчестер Сіті»: 2020/21
- Чемпіон Англії (1):

«Манчестер Сіті»: 2020/21
- Чемпіон Іспанії (2):

«Барселона»: 2022/23, 2024/25
- Володар Суперкубка Іспанії (2):

«Барселона»: 2022, 2024
- Володар Кубка Іспанії (1):

«Барселона»: 2024/25